# Le Temple (Deux-Sèvres)
Pour les articles homonymes, voir Le Temple.
Le Temple est une ancienne commune française située dans le département des Deux-Sèvres et la région Nouvelle-Aquitaine. Elle est associée à la commune de Mauléon depuis 1973.

## Toponymie
Anciennes mentions : Domus Templariorum Sancti Salvatoris de nemore Malleonii (1215), Templum Sancti Salvatoris prope Malleonem (1234), Le Temple de Mauléon (1262), Lopital d’auprès Mauléon jadis du Temple (1330), Lospitau de Mauléon jadis do Temple (1334), Domus de Templo prope Malleneansi (1384), Chapelle St-Sébastien fondée au Temple (vers 1486).

## Histoire
Ce village était à l'origine une commanderie de l’ordre du Temple, puis de Malte ; il dépendait de la sénéchaussée de Poitiers, ainsi que de l’élection et du duché de Châtillon-sur-Sèvre.
Le 1er janvier 1973, la commune du Temple est rattachée à celle de Mauléon sous le régime de la fusion-association.

## Politique et administration
De par son statut de commune associée, cette localité a un maire délégué.
| Période                                  | Période  | Identité          | Étiquette | Qualité |
| ---------------------------------------- | -------- | ----------------- | --------- | ------- |
|                                          | En cours | Christian Coutant |           |         |
| Les données manquantes sont à compléter. |          |                   |           |         |

## Démographie
| 1793 | 1800 | 1806 | 1821 | 1831 | 1836 | 1841 | 1846 | 1851 |
| ---- | ---- | ---- | ---- | ---- | ---- | ---- | ---- | ---- |
| 195  | 174  | 169  | 164  | 145  | 204  | 207  | 204  | 202  |

| 1856 | 1861 | 1866 | 1872 | 1876 | 1881 | 1886 | 1891 | 1896 |
| ---- | ---- | ---- | ---- | ---- | ---- | ---- | ---- | ---- |
| 238  | 250  | 282  | 255  | 317  | 346  | 325  | 309  | 336  |

| 1901 | 1906 | 1911 | 1921 | 1926 | 1931 | 1936 | 1946 | 1954 |
| ---- | ---- | ---- | ---- | ---- | ---- | ---- | ---- | ---- |
| 348  | 353  | 379  | 274  | 287  | 264  | 272  | 265  | 289  |

| 1962 | 1968 | - | - | - | - | - | - | - |
| ---- | ---- | - | - | - | - | - | - | - |
| 293  | 274  | - | - | - | - | - | - | - |

## Lieux et monuments
- Vestiges d'une ancienne commanderie templière fondée au XIIe siècle
- Église, construite au milieu du XIXe siècle avec des pierres de l'ancienne chapelle de la commanderie